# Emmendingen (stad)
Emmendingen is een stad in de Duitse deelstaat Baden-Württemberg. De stad telt 28.051 inwoners.
De stad staat onder direct toezicht van het Regierungsbezirk Freiburg. Het is de hoofdstad van het Landkreis Emmendingen

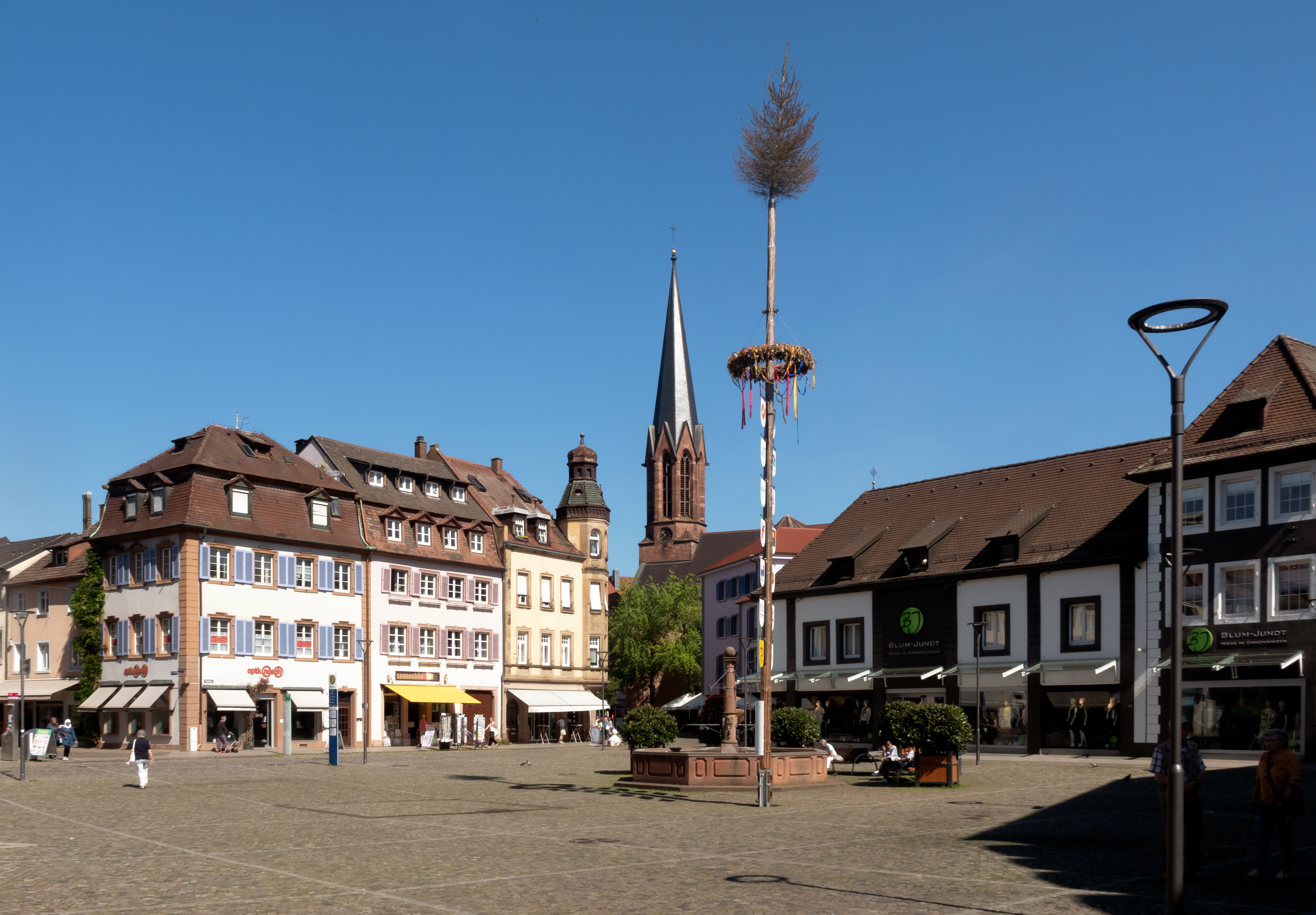
Emmendingen, Marktplatz met kerktoren (evangelische Stadtkirche)

Bahlingen am Kaiserstuhl ·
Biederbach ·
Denzlingen ·
Elzach ·
Emmendingen ·
Endingen am Kaiserstuhl ·
Forchheim ·
Freiamt ·
Gutach im Breisgau ·
Herbolzheim ·
Kenzingen ·
Malterdingen ·
Reute ·
Rheinhausen ·
Riegel am Kaiserstuhl ·
Sasbach am Kaiserstuhl ·
Sexau ·
Simonswald ·
Teningen ·
Vörstetten ·
Waldkirch ·
Weisweil ·
Winden im Elztal ·
Wyhl am Kaiserstuhl